# Milburn Peak
Milburn Peak är en bergstopp i Kanada.   Den ligger i provinsen British Columbia, i den centrala delen av landet, 3 400 km väster om huvudstaden Ottawa. Toppen på Milburn Peak är 1 860 meter över havet, eller 142 meter över den omgivande terrängen. Bredden vid basen är 1,1 km.
Terrängen runt Milburn Peak är huvudsakligen kuperad. Trakten runt Milburn Peak är nära nog obefolkad, med mindre än två invånare per kvadratkilometer.. Det finns inga samhällen i närheten. 
Trakten runt Milburn Peak består i huvudsak av gräsmarker.